# Macrianus Minor

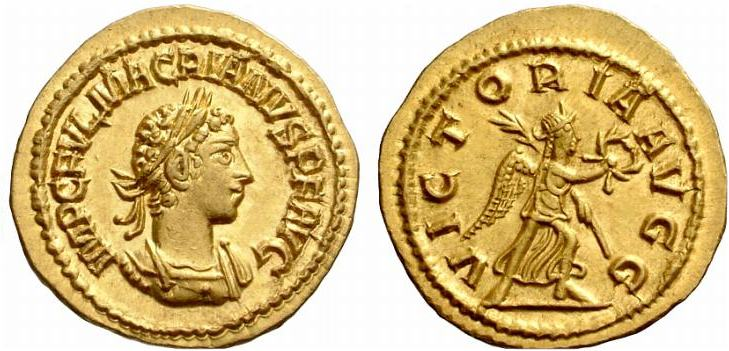
Aureus des Macrianus

Titus Fulvius Iunius Macrianus († 261) war ein römischer Gegenkaiser. 
Macrianus war der ältere Sohn des Befehlshabers Fulvius Macrianus. Seine Mutter war von vornehmer Herkunft, ihr Name war vermutlich Iulia. Im Jahr 260, nach der Gefangennahme Kaiser Valerians durch die Sassaniden, wurde er mit Unterstützung seines Vaters und Ballistas, der nach dem Bericht der Historia Augusta Prätorianerpräfekt Valerians war, gemeinsam mit seinem jüngeren Bruder Quietus zum Kaiser erhoben.
Macrianus und sein Vater marschierten mit ihrem Heer nach Westen, um den legitimen Kaiser Gallienus zu bekämpfen. Im Frühling 261 wurden die beiden Macriani in einer Schlacht in Thrakien von Aureolus geschlagen und fanden beide den Tod.